# UC Leuven-Limburg

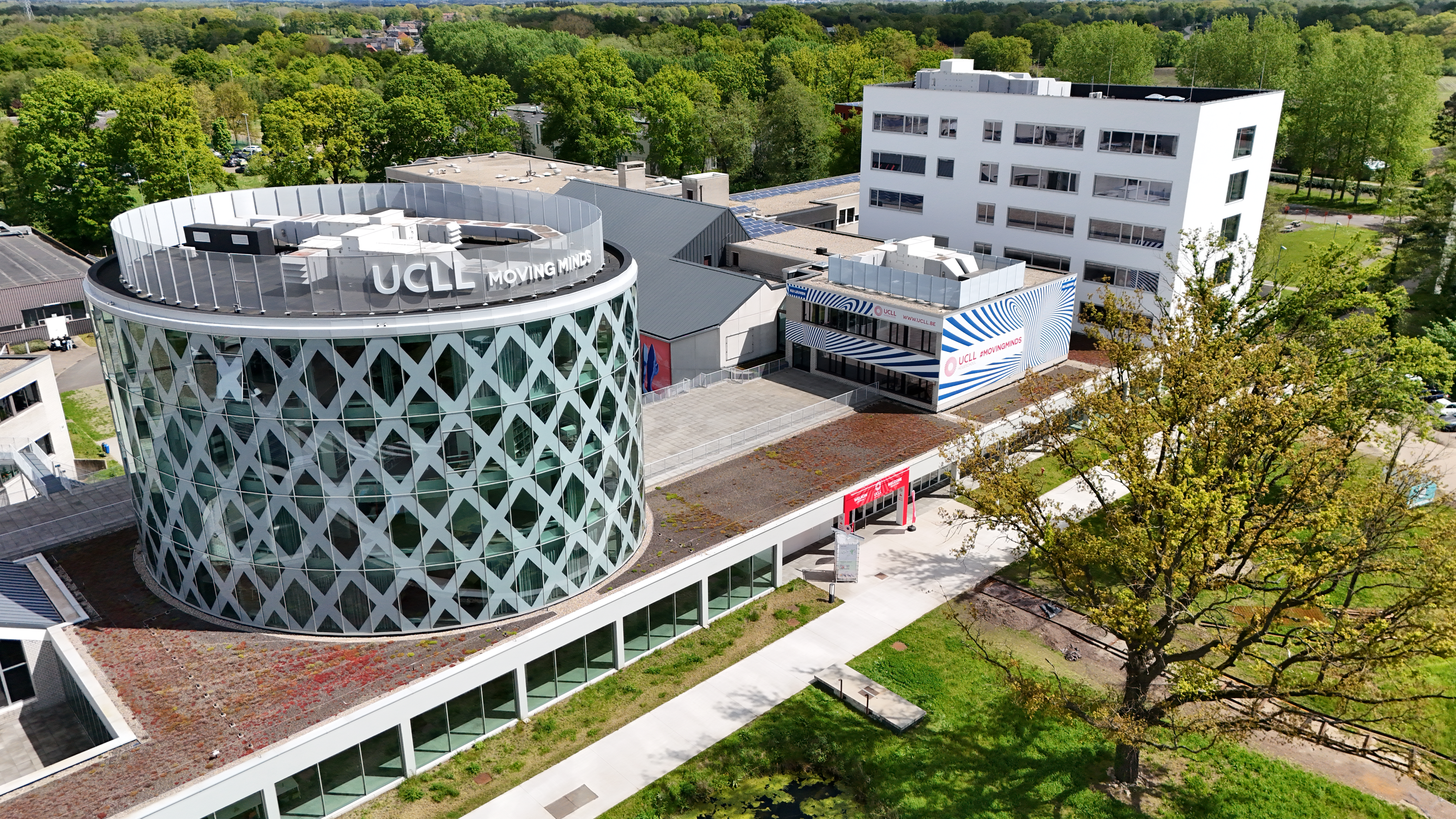
UCLL Campus Diepenbeek

University Colleges Leuven-Limburg of beter Hogeschool UCLL is een Vlaamse katholieke hogeschool, lid van de Associatie KU Leuven en de E³UDRES² alliantie. De instelling organiseert hoger onderwijs op 8 campussen, verspreid over vijf steden of gemeenten in Limburg en Vlaams-Brabant: Leuven, Diest, Hasselt, Diepenbeek en Genk. Binnen de UCLL worden 22 professionele bacheloropleidingen, 20 graduaatsopleidingen, 9 banaba-opleidingen, een opleiding in HBO5, diverse postgraduaten en navormingen ingericht. De UCLL is een van de grotere hogescholen in Vlaanderen en telt sinds Academiejaar 2024-2025 meer dan 17 000 studenten en 1750 medewerkers.

## Geschiedenis
De UCLL ontstond in 2014 door de fusie van de voormalige Katholieke Hogeschool Limburg (KHLim), de Katholieke Hogeschool Leuven (KHLeuven) en Groep T. Wat Groep T betreft, ging het enkel om de lerarenopleidingen, aangezien de ingenieursopleidingen al in 2013 werden overgedragen aan de Katholieke Universiteit Leuven (KU Leuven).

## Bestuur
Het bestuur van deze hogeschool bestaat uit een Bestuursorgaan, een academische raad, een directiecomité, een hogeschoolonderhandelingscomité (HOC) en de Studentenraad Leuven-Limburg. Algemeen directeur is Marc Vandewalle.

## Campussen

#### Leuven
- Campus Gasthuisberg
- Campus Hertogstraat
- Campus Proximus
- Campus Sociale School

#### Diest
- Campus Diest

#### Hasselt
- Campus Hasselt

#### Diepenbeek
- Campus Diepenbeek

#### Genk
- Campus Genk

## Opleidingen
UC Leuven-Limburg biedt 22 professionele bacheloropleidingen en 20 graduaatsopleiding aan in de 5 interessegebieden: lerarenopleidingen, welzijn, gezondheid, management en technologie. Daarnaast zijn er 9 banaba-opleidingen. In samenwerking met enkele andere onderwijsinstellingen biedt de hogeschool ook nog de HBO5-opleiding verpleegkunde aan.

## Studentenraad
Hogeschool UCLL heeft twee studentenraden: Studentenraad Leuven en Studentenraad Limburg, die samen de studentenraad UC Leuven-Limburg vormen.